# Casa Capa

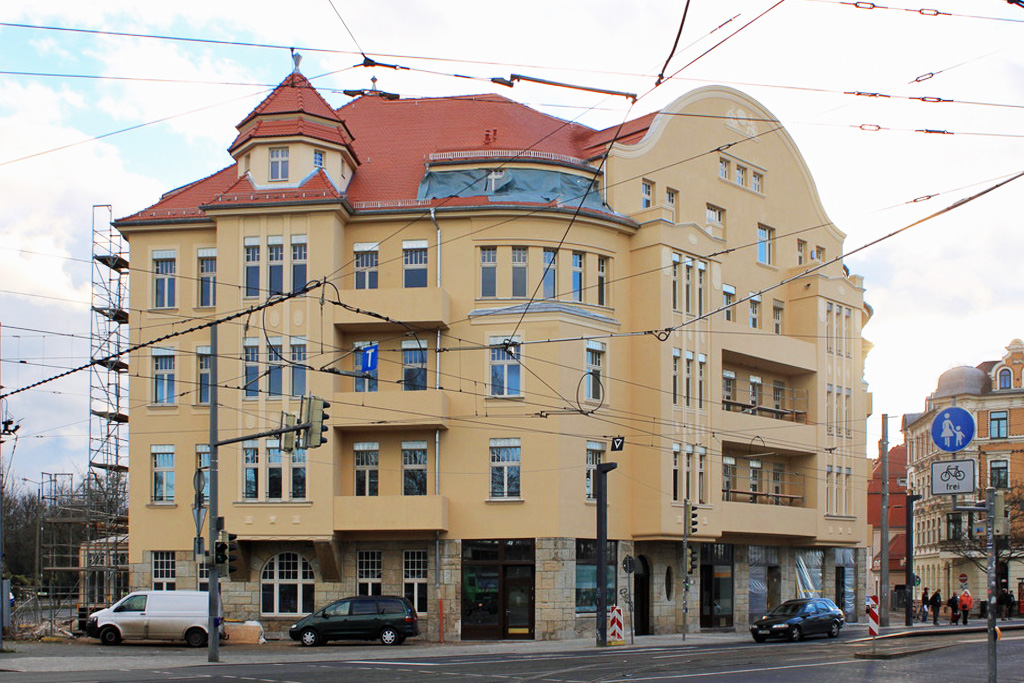
Casa Capa en diciembre de 2015

La Casa Capa (en alemán: Capa-Haus) es un edificio en el barrio Lindenau de Leipzig, Alemania. Lleva el nombre del reportero de guerra y fotógrafo estadounidense Robert Capa, y es el lugar donde Capa tomó Fotografía del último hombre en morir del soldado del ejército de los Estados Unidos Raymond J. Bowman, quien fue muerto allí dos semanas antes del final de la Segunda Guerra Mundial en Europa. Las imágenes se hicieron conocidas internacionalmente cuando fueron publicadas en la revista Life.

## Presente
La mayor parte de la casa ha estado vacía desde finales de la década de 1990. En la Nochevieja de 2011/2012, parte de ella se quemó y la demolición solo pudo detenerse por iniciativa ciudadana. El inversor Horst Langner se encargó de la conservación exhaustiva, que se completó en 2016. El Café Eigler fue inaugurado en diciembre de 2015. Para conmemorar los hechos del 18 de abril de 1945, el 17 de abril de 2016 se inauguró una sala de exposiciones en el café. Lehman Riggs, un veterano estadounidense que fue testigo presencial de la muerte de su camarada Raymond Bowman, asistió al cambio de nombre de la calle en la esquina de Jahnallee/Lützner Straße a Bowmanstraße. También se reveló una placa conmemorativa dedicada a Bowman. Esta placa se basó en un diseño de Harald Alff, quien participó personalmente en la Casa Capa. El 18 de abril de 2019, la cónsul estadounidense Emily Yasmin Norris conmemoró a las víctimas de la Segunda Guerra Mundial frente a la Casa Capa. Al mismo tiempo, reconoció a Lehman Riggs por pelear junto a Bowman en ese balcón. Lehman Riggs murió a los 101 años en 2021.
El nuevo complejo de edificios alrededor de la casa Capa se llama Palmengarten-Palais después de la renovación. En septiembre de 2021, se anunció que Café Eigler cerraría a fin de mes debido a la pandemia de COVID-19.

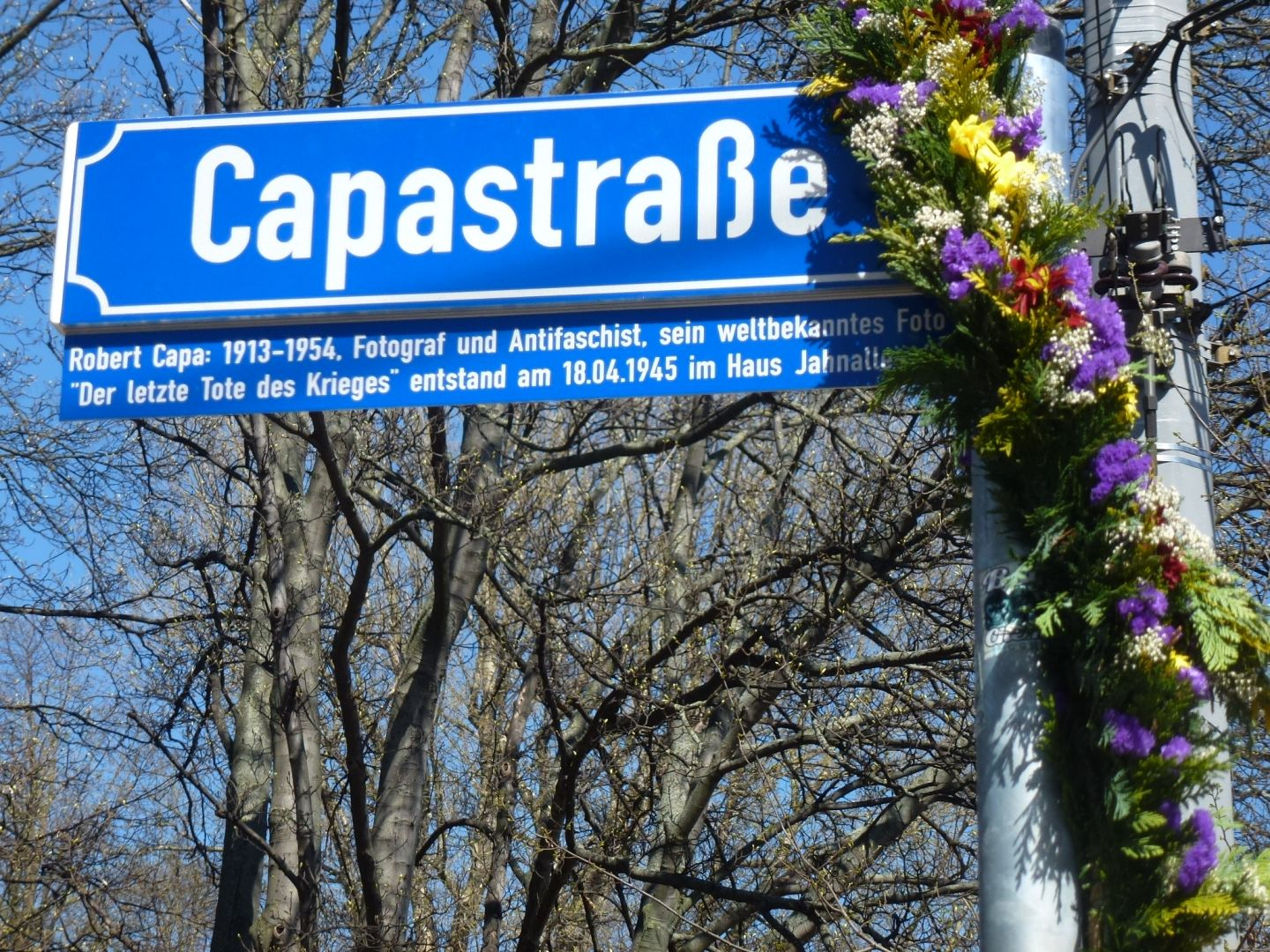
Capastraße en Leipzig.
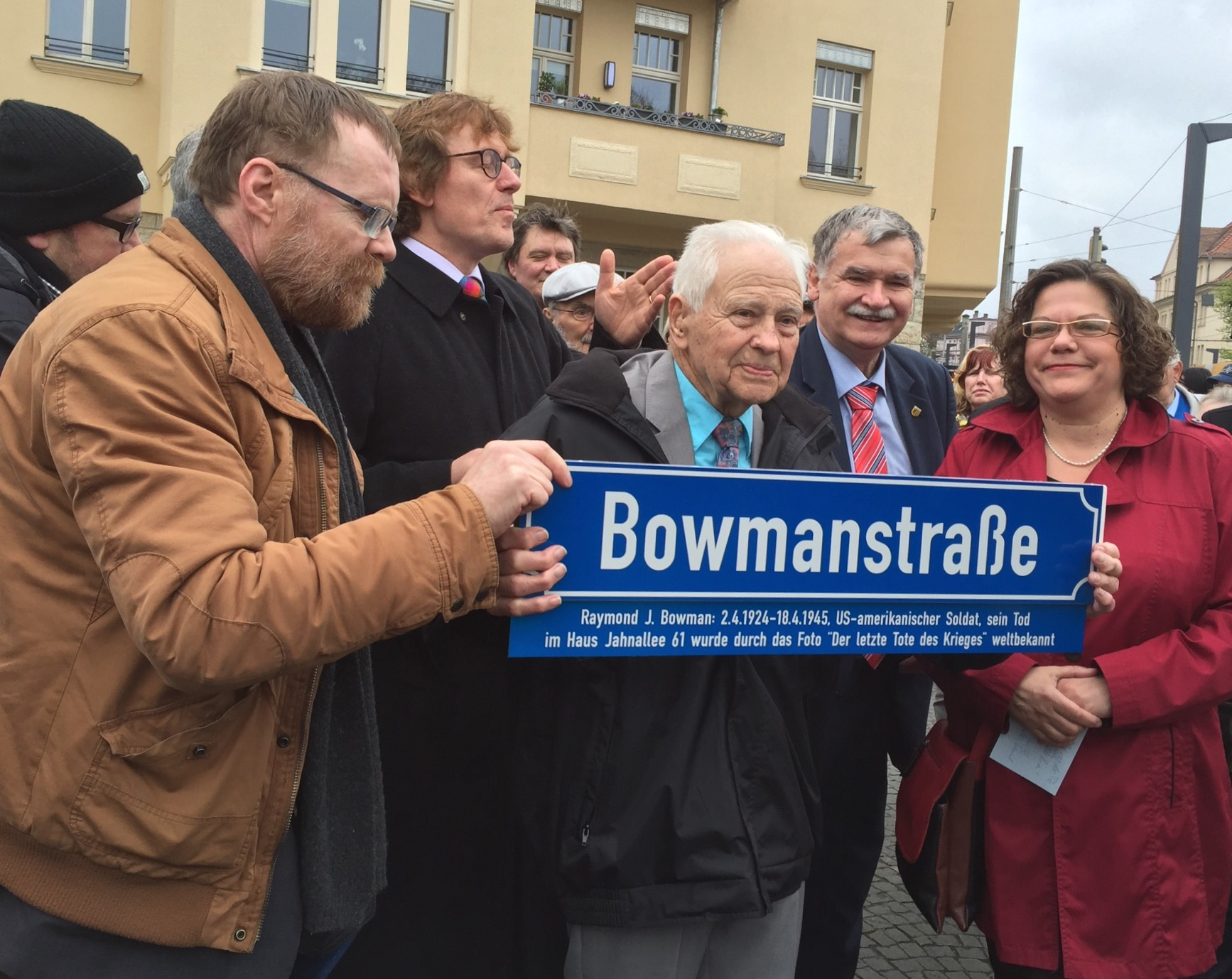
Lehman Riggs en Leipzig el 17 de abril de 2016.

## Valor histórico
La Casa Capa, construida entre 1909 y 1910 como casa de inquilinos, es un edificio catalogado como de estilo de Arquitectura Reformada Alemana (Reformarchitektur). Inicialmente fue una «gran casa» para el orfebre Oskar Menzel. (Arquitecto: F. Otto Gerstenberger). Cambió de manos en 1914. Las instalaciones del mencionado Café Eigler solían albergar la «Confitería y Café del Oeste», luego el Anger-Tanzbar, y más tarde el bar de baile de la Handelsorganisation «Melody» durante la época de la RDA.
En los últimos días de la Segunda Guerra Mundial, los soldados estadounidenses ingresaron al edificio junto con el reportero Robert Capa. Capa tomó varias fotografías de los soldados, incluida una que se conoció como Fotografía del último hombre en morir.

## Literatura
- Möller, Jürgen (2010). Kriegsschauplatz Leipziger Südraum 1945 [Teatro de guerra en el sur de Leipzig en 1945] (en alemán) (2.º edición). Bad Langensalza: Deutscher Rockstuhl Verlag. ISBN 3-86777-168-5.
- Baumecker, Ulrike. «Jahnallee 61 – Das Capa-Haus». Leipzig – Denkmalschutz und Denkmalpflege (en alemán). Merseburg: Gehrig Verlagsgesellschaft mbh. pp. 26-27.